# Antidesma jucundum
Antidesma jucundum är en emblikaväxtart som beskrevs av Airy Shaw. Antidesma jucundum ingår i släktet Antidesma och familjen emblikaväxter. Inga underarter finns listade i Catalogue of Life.